# Heggerenk

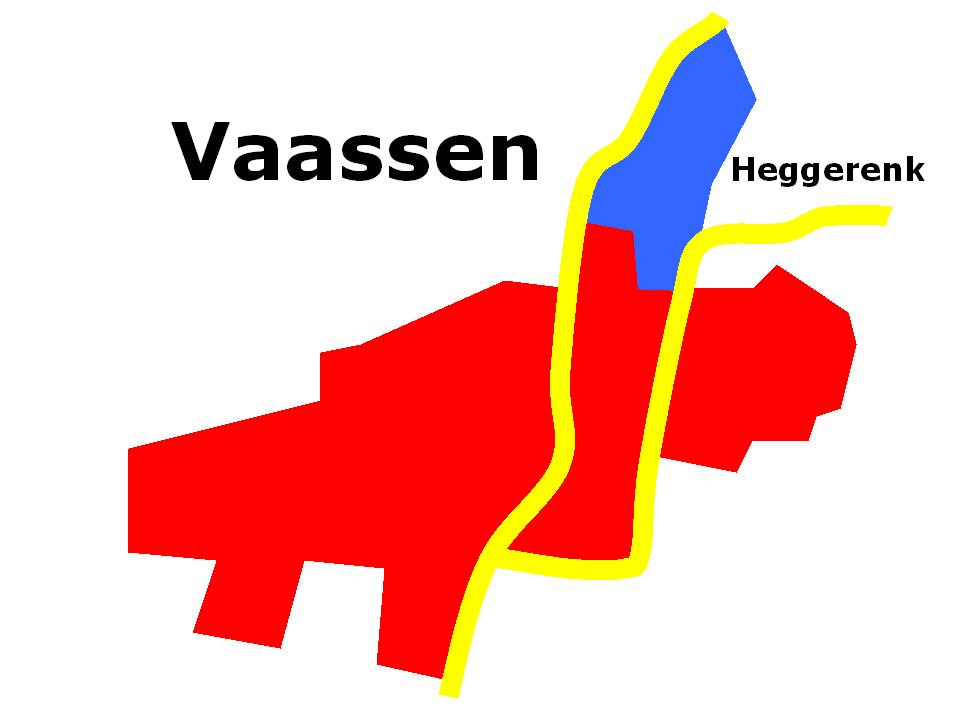
Plaats van de wijk in Vaassen

De Vaassense wijk de Heggerenk is in het begin van de jaren 70 van de twintigste eeuw ontstaan als een van de uitbreidingswijken van Vaassen.
De naam van de wijk is afgeleid van de naam van het buitengebied.

## Voorzieningen
In de wijk is een basisschool, CBS De Violier, aanwezig.

## Buurtvereniging
De Heggerenk kent een actieve buurtvereniging met een eigen buurtgebouw (Triton).

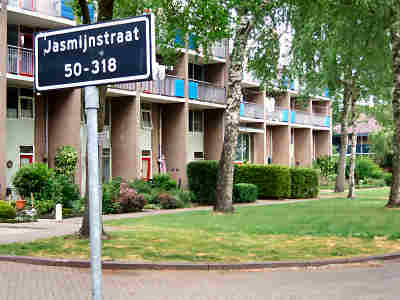
Jasmijnstraat in Vaassen

## Straatnamen
De straatnamen in de wijk zijn genoemd naar heesters.
- Bremstraat
- Hortensiastraat
- Jasmijnstraat
- Kornoeljestraat
- Ligusterstraat
- Ribesstraat
- Vlierstraat
- Vuurdoornstraat
- Heggerenkweg